# باشگاه فوتبال انکانا
باشگاه فوتبال انکانا یک باشگاه فوتبال مستقر در کیتو، زامبیا است. این تیم فوتبال در سوپر لیگ زامبیا شرکت می‌کند و به عنوان یکی از محبوب‌ترین تیم‌های کشور محسوب می‌شود. انکانا ۱۳ عنوان قهرمانی لیگ را به دست آورده است که باعث شده است موفق‌ترین باشگاه زامبیا در لیگ باشد و در مجموع پس از موفولیرا واندررز با ۴۶ جام در رده دوم قرار گیرد. آنها بازی‌های خانگی خود را در ورزشگاه انکانا در ووساکایل، کیتو انجام می‌دهند.
این باشگاه در حال حاضر توسط معادن مس موپانی که مالکان اصلی آن هستند حمایت می‌شود. انکانا همچنین قرارداد حمایت مالی کیت را با شرکت جهانی قمار آنلاین بت وی به دست آورده است.
با این حال، جنجال‌هایی پیرامون حامیان مالی اصلی این باشگاه وجود دارد، در سال ۲۰۲۰ پس از افزایش تعداد موارد ابتلا به کووید-۱۹ در زامبیا، حامیان مالی معادن مس موپانی قرارداد حمایت مالی را به باشگاه تا ۵۰ درصد کاهش دادند و دلیل سقوط قیمت مس به دلیل همه‌گیری بود. باشگاه تصمیم گرفت قراردادهای حمایت مالی دیگری را با سازمان درآمد زامبیا و دانشگاه کاپربلت امضا کند.
انکانا یکی از بزرگترین پایگاه هواداران در زامبیا را دارد، هواداران این تیم به حمایت پر سر و صدا و پرشور خود از باشگاه‌شان معروف بودند. در غیر این صورت، قبل از راه اندازی "کمپین توقف هولیگانیسم در فوتبال" توسط انجمن هواداران تیم‌های زامبیا همیشه سنت هواداران انکانا تشدید خشونت به ویژه پس از دریافت گل یا شکست تیم‌شان در یک مسابقه فوتبال بود. در وضعیت مشکوک قضاوت وقایع که منجر به جریمه شدن چندین باره باشگاه توسط اتحادیه فوتبال زامبیا شد.

## تاریخچه
انکانا یکی از قدیمی‌ترین باشگاه‌های فوتبال زامبیا است که در سال ۱۹۳۵ در شهر ووساکایل، کیتو تأسیس شد. این باشگاه قبل از تغییر به نام انکانا رد دویلز با نام روکانا یونایتد تأسیس شد. در سال ۱۹۹۰، آنها در جام قهرمانان آفریقا نایب قهرمان شدند و به تنها تیم زامبیایی تبدیل شدند که تا کنون به فینال راه یافته است.
انکانا در طول دهه ۱۹۸۰ و اوایل دهه ۱۹۹۰ سابقه طولانی موفقیت داشت و ۹ عنوان لیگ را از سال ۱۹۸۲ تا ۱۹۹۳ به دست آورد. با مربیگری موزس سیموالا، تعدادی از بازیکنان برجسته در این بازه زمانی برای انکانا بازی کردند.
انکانا در سال ۲۰۰۴ برای اولین بار در تاریخ خود از لیگ برتر سقوط کرد و دوره آنها در دسته یک با مشکلات مالی همراه بود. با این حال انکانا پس از برنده شدن عنوان دسته اول شمالی در سال ۲۰۰۷ به لیگ برتر بازگشت.
در طول سال‌ها، انکانا با سیزده بار قهرمانی در سوپر لیگ زامبیا، آخرین بار در سال ۲۰۲۰، رکورد بیشترین موفقیت را به دست آورده است.
در ۲۳ مه ۲۰۱۴ سرمربی تیم، ماسائوتوسو مواله در یک سانحه رانندگی در آستانه بازی خانگی مقابل سیوی اسپورت از ساحل عاج در گروه B در جام کنفدراسیون آفریقا ۲۰۱۴ درگذشت. تصادف در نزدیکی منطقه ماپوسا رخ داد و ماشین او چندین بار واژگون شد.

## هم‌آوردی‌ها
ظاهراً هر تیمی که در لیگ برتر زامبیا بازی می‌کند رقیب انکانا است اما رقیب اصلی آنها پاور دیناموس است.

## دست‌آوردها
از مهم‌ترین دست‌آوردهای این تیم می‌توان به ۶ قهرمانی در یک فصل (۱۹۹۳) اشاره کرد. این تیم همچنین در سال ۱۹۸۹ توانست ۴ بار قهرمان مسابقات داخلی شود.
- لیگ قهرمانان آفریقا: ۱ نایب قهرمانی
- سوپر لیگ زامبیا: ۱۳ قهرمانی
- جام حذفی زامبیا: ۶ قهرمانی
- جام آبسا: ۱ قهرمانی
- جام خیریه زامبیا: ۱۸ قهرمانی
- چلنج کاپ زامبیا: ۷ قهرمانی

## در رقابت‌های قاره‌ای
- لیگ قهرمانان آفریقا:
  - ۲۰۰۰: مرحله دوم
  - ۲۰۰۲: مرحله دوم
  - ۲۰۱۴: مرحله دوم
- جام باشگاه‌های آفریقا:
  - ۱۹۸۳: نیمه نهایی
  - ۱۹۸۴: یک‌چهارم نهایی
  - ۱۹۸۶: نیمه نهایی
  - ۱۹۸۷: مرحله دوم
  - ۱۹۸۹: نیمه نهایی
  - ۱۹۹۰: نایب قهرمان
  - ۱۹۹۱: نیمه نهایی
  - ۱۹۹۲: یک‌چهارم نهایی
  - ۱۹۹۳: یک‌چهارم نهایی
  - ۱۹۹۴: نیمه نهایی
- جام برندگان جام آفریقا:
  - ۱۹۹۸: یک‌چهارم نهایی
  - ۲۰۰۱: مرحله دوم
- جام آفریقا:
  - ۱۹۹۹: مرحله دوم